# 1992年バルセロナオリンピックのノルウェー選手団
1992年バルセロナオリンピックのノルウェー選手団（1992ねんバルセロナオリンピックのノルウェーせんしゅだん）は、1992年7月25日から8月9日にかけてスペインのカタルーニャ州バルセロナで開催された1992年バルセロナオリンピックのノルウェー選手団、およびその競技結果。

## 概要
今大会は金メダル2個、銀メダル4個、銅メダル1個の合計7個のメダルを獲得した。

## メダル
| メダル | 選手名           | 競技       | 種目                             |
| ------ | ---------------- | ---------- | -------------------------------- |
| 金     | ヨン・ロニンゲン | レスリング | 男子グレコローマンスタイル52kg級 |